# Melčice-Lieskové
Melčice-Lieskové ist eine Doppelgemeinde im Nordwesten der Slowakei mit 1713 Einwohnern (Stand 31. Dezember 2024) und gehört zum Okres Trenčín, einem Teil des Trenčiansky kraj.

## Geographie
Die Gemeinde befindet sich im Süden der Tallandschaft Považské podolie unterhalb der Weißen Karpaten. Das knapp 21,6 km² große Gemeindegebiet dehnt sich von den Sedimenten der Waag über Hügelland bis zum Berg Dúžniky (807 m n.m.) aus. Das Ortszentrum liegt auf einer Höhe von 205 m n.m. und ist zehn Kilometer von Nové Mesto nad Váhom sowie 14 Kilometer von Trenčín entfernt.
Verwaltungstechnisch gliedert sich die Gemeinde in die Gemeindeteile Melčice und Lieskové. Neben diesen existierte zudem die Gemarkung Dolina, die zum größten Teil aus Einzelsiedlungen besteht.

## Geschichte
Die Gemeinde entstand 1975 durch Zusammenschluss der bis dahin selbstständigen Orte Melčice (ungarisch Melcsic) und Zemianske Lieskové (bis 1927 „Zemanské Lieskové“; ungarisch Nemesmogyoród – bis 1907 Nemeslieszkó). Der vormalige Ort Malé Žabokreky (ungarisch Vágzsámbokrét) wurde schon 1914 nach Zemianske Lieskové eingegliedert.
Melčice wurde zum ersten Mal 1398 als Mylchycz, Lieskové hingegen erst 1478 als Lezkocz schriftlich erwähnt. 1828 sind in Melčice 78 Häuser und 618 Einwohner, in Lieskové 43 Häuser und 335 Einwohner verzeichnet.

## Bevölkerung
| Jahr                | 1994 | 2004    | 2014    | 2024    |
| ------------------- | ---- | ------- | ------- | ------- |
| Anzahl der Personen | 1541 | 1557    | 1619    | 1713    |
| Unterschied         |      | +1,03 % | +3,98 % | +5,80 % |

| Jahr                | 2023 | 2024    |
| ------------------- | ---- | ------- |
| Anzahl der Personen | 1719 | 1713    |
| Unterschied         |      | −0,34 % |

Nach der Volkszählung 2011 gab es in Melčice-Lieskové 1574 Einwohner, davon 1476 Slowaken, 11 Tschechen und andere. 75 Einwohner machten keine Angabe. 778 Einwohner bekannten sich zur römisch-katholischen Kirche 482 Einwohner zur evangelischen Kirche A. B. Weitere Konfessionen zählten jeweils unter 10 Einwohner. 155 Einwohner waren konfessionslos und bei 128 Einwohnern ist die Konfession nicht ermittelt.
Ergebnisse der Volkszählung 2001 (1517 Einwohner):
| Nach Ethnie: - 96,90 % Slowaken - 0,99 % Tschechen | Nach Konfession: - 52,80 % römisch-katholisch - 37,90 % evangelisch - 7,19 % konfessionslos - 0,99 % keine Angabe |

## Bauwerke
- römisch-katholische Dreifaltigkeitskirche im Renaissancestil aus dem Jahr 1611 (Ortsteil Melčice)
- Silvay-Landschloss im barock-klassizistischen Stil
- Zsambokréti-Landschloss im klassizistischen Stil aus dem 19. Jahrhundert

## Persönlichkeiten
- Ján Smrek (1898–1982), slowakischer Schriftsteller